# Картаков, Василий Андреевич
Василий Андреевич Картаков (27 декабря 1910, Филоново, область Войска Донского — 7 ноября 1971, Москва) — советский военачальник, генерал-лейтенант авиации (18.02.1958).

## Биография
Родился 27 декабря 1910 года на станции Филоново, ныне в черте города Новоаннинский, Волгоградская область, Российская Федерация. Русский.
До службы в армии Картаков работал отвальщиком на комбинате «Союзхлеб», с февраля 1929 года — помощником киномеханика в Центре потребобществ на станции Волконская Юго-Восточной железной дороги.

## Военная служба
8 июля 1929 года поступил в Объединённую военную школу летчиков и авиатехников в городе Вольск. После прохождения теоретического курса в июне 1930 года переведен в город Оренбург в 3-ю военную школу летчиков и летнабов им. К. Е. Ворошилова для обучения практическим полетам. По окончании последней в декабре 1931 года оставлен в ней инструктором-летчиком 2-й отдельной эскадрильи.
В феврале 1934 года переведен командиром звена в 20-ю авиаэскадрилью ВВС УВО в город Конотоп. С февраля 1935 года командовал отдельным авиазвеном в 24-й стрелковой Самаро-Ульяновской Железной дивизии в город Винница.
В июне 1936 года старший лейтенант Картаков назначен в 54-ю скоростную бомбардировочную авиабригаду ВВС КВО в городе Белая Церковь, где проходил службу командиром звена и отряда, врид командира эскадрильи. В июне 1938 года назначен командиром 48-го скоростного бомбардировочного авиаполка в город Умань. С февраля 1939 года командовал 33-м скоростным бомбардировочным авиаполком в городе Белая Церковь.
С июля 1939 года по ноябрь 1940 года находился в правительственной командировке в Китае, где был награждён китайским орденом «Облаков и Знамени». Член ВКП(б) с 1939 года. После возвращения в СССР назначен заместителем командира 52-й дальнебомбардировочной авиадивизии.

### Великая Отечественная война
С началом войны уже на третий день майор Картаков вступил в командование 98-м дальнебомбардировочным авиаполком этой же дивизии. До 18 августа полк вел боевую работу по танковым и механизированным частям, аэродромам противника в полосе Западного фронта. Под Могилёвом его самолёт был атакован и поврежден истребителями противника, однако он сумел посадить поврежденную машину без шасси, сохранив её и экипаж. После небольшого ремонта сам перегнал самолёт на свой аэродром.
Во второй половине августа 1941 года назначен командиром 433-го дальнебомбардировочного авиаполка 81-й дальнебомбардировочной авиадивизии. С середины сентября 1941 года после 3-х недельной подготовки летного состава к боевым действиям части дивизии приступили к боевым вылетам по глубоким тылам противника. Бомбежка глубоких немецких тылов, таких, как Берлин, Кёнигсберг, Данциг, Плоешти. В октябре 1941 года полки дивизии нанаосят удары по скоплениям войск, переправам и мостам, железнодорожным узлам в Подмосковье, под Рославлем, в районе Новгород-Северского, по наземным войскам в районах Юхнова, Дракина, Чипилева, Заказного, Мосальска, железнодорожным узлам Смоленска и Рославля, переправам на реке Изверя, по аэродромам противника в районах Смоленска, Бобруйска, Могилева, железнодорожному и автомобильному мостам через Волгу у Калинина. В конце октября дивизия уничтожала вражеские войска в районах Орла и Гжатска, Калуги и Можайска. Ночью 29 октября полки дивизии бомбили Берлин, войска и технику противника в районах Орла, Калуги, Волоколамска и Гжатска, 30 октября бомбила войска и технику противника в районах Орла и Калуги, аэродром в Орле, а 31 октября дивизия уничтожала войска и технику противника в районе Можайска и Малоярославца. В ноябре дивизия продолжала бомбардировки войск и техники противника на дорогах Лотошино — Воробьево, Фроловск, Раменье, Ярополец, а ночью бомбила военно-промышленные объекты в Риге и Данциге, Кенигсберге, Витебске, Ржеве.
В марте 1942 года принял командование 27-й запасной авиабригадой ДД.
В апреле 1943 года назначен заместителем командира 62-й авиадивизии ДД, которая с мая вошла в состав 6-го бомбардировочного авиакорпуса ДД. В ходе Донбасской наступательной операции с 22 по 26 августа 1943 года лично руководил боевой работой дивизии на аэродроме ночного подскока. За участие в освобождении Донбасса дивизия получила наименование «Донбасская», а 18 сентября 1943 года она была преобразована в 9-ю гвардейскую авиадивизию ДД.
С 21 сентября 1943 года полковник, а с 19 августа 1944 года генерал-майор авиации Картаков командует 1-й авиационной дивизией дальнего действия. Её части, вооруженные самолётами Ли-2, принимали участие в Ленинградско-Новгородской наступательной операции, в освобождении Прибалтики и Польши, поддерживая войска 1-го и 2-го Прибалтийских, 1-, 2- и 3-го Белорусских фронтов. Дивизия участвовала в бомбардировках таких важнейших политических, экономических и стратегических объектов в глубоком тылу противника, как Хельсинки, Турку, Таллин, Нарва, Инстербург, Мемель, Рига, Тильзит, Кенигсберг, Либава, Виндава, Гдыня, Данциг. Кроме того, её части выполняли специальные задания в интересах НКВД СССР, Центрального штаба партизанского движения. Указом ПВС СССР от 3 ноября 1944 года дивизия была награждена орденом Красного Знамени. В декабре 1944 года, в связи с переходом АДД в подчинение ВВС Красной армии, она была преобразована в 1-ю бомбардировочную авиационную Сталинградскую Краснознаменную дивизию ВВС Красной армии. На заключительном этапе войны её части успешно действовали в Восточно-Померанской, Кёнигсбергской и Берлинской наступательных операциях.
Лично Картаков за период с июня 1941 года по май 1945 года совершил 60 боевых (дневных и ночных) вылетов. За время войны комдив Картаков был три раза персонально упомянут в благодарственных в приказах Верховного Главнокомандующего.

### Послевоенное время
После войны в той же должности. С июня 1946 года командовал 12-й транспортной авиационной Мгинской Краснознаменной дивизией Воздушно-десантных войск. С декабря 1950 года по сентябрь 1952 года находился на учёбе в Высшей военной академии им. К. Е. Ворошилова, по окончании которой назначен командиром 84-го бомбардировочного авиакорпуса ДА.
С августа 1953 года был заместителем командира, а с мая 1955 года, вновь командиром 84-го отдельного тяжелого бомбардировочного авиакорпуса ДА. С июля 1957 года командовал 5-й воздушной армией дальней авиации.
В августе 1961 года генерал-лейтенант авиации Картаков назначается командующим ВВС и членом Военного совета Уральского военного округа. С апреля 1968 года занимал должность начальника поисково-спасательной службы Управления ВВС ВС СССР. 18 января 1971 года генерал-лейтенант авиации Картаков уволен в отставку.

## Награды
- орден Ленина (05.11.1954)[3]
- три ордена Красного Знамени (в том числе: 18.08.1942[4], 20.06.1949[3])
- орден Суворова II степени (29.05.1945)[5]
- орден Александра Невского (30.03.1944)[6]
- два ордена Красной Звезды (в том числе:03.11.1944[3])

медали в том числе:
- «Партизану Отечественной войны»
- «За оборону Ленинграда» (16.06.1944)[7][8]
- «За оборону Москвы»
- «За оборону Кавказа» (09.01.1945)[9]
- «За победу над Германией в Великой Отечественной войне 1941—1945 гг.» (20.10.1945)[10]
- «За взятие Кёнигсберга»
- «За взятие Берлина»
- «Ветеран Вооружённых Сил СССР»

Приказы (благодарности) Верховного Главнокомандующего в которых отмечен В. А. Картаков.
- За овладение городом и крепостью Гданьск (Данциг) — важнейшим портом и первоклассной военно-морской базой немцев на Балтийском море. 30 марта 1945 года. № 319.
- За овладение штурмом крепостью и главным городом Восточной Пруссии Кенигсберг — стратегически важным узлом обороны немцев на Балтийском море. 9 апреля 1945 года. № 333.
- За овладение городами Франкфурт-на-Одере, Вандлитц, Ораниенбург, Биркенвердер, Геннигсдорф, Панков, Фридрихсфелъде, Карлсхорст, Кепеник и прорыв в столицу Германии город Берлин. 23 апреля 1945 года. № 339.

Других государств
- Орден Облаков и Знамени (Китай −1940)